# Claremore
Claremore – miasto w Stanach Zjednoczonych, w stanie Oklahoma, siedziba administracyjna hrabstwa Rogers.